# CSA Mine
Die CSA Mine ist ein Kupfer-Silber-Bergwerk im Untertagebau, das 14 Kilometer nordwestlich von Cobar in New South Wales in Australien liegt. Betrieben wird es von der Cobar Management, einer Tochter des Schweizer Unternehmens Glencore International.
Die CSA Mine ist mit dem jährlichen Abbau von mehr als 1 Million Tonnen Erz mit 29 Prozent Kupfer, die größte Mine der historischen Bergbauregion von Cobar.

## Geschichte
Das Kupfervorkommen wurde im Frühling 1870 von drei Prospektoren an einem Billabong zwischen dem Darling River und Lachlan River entdeckt. 1871 bildete sich die Cobar Mining Company, die sich später zur Great Cobar Copper Mining Company Ltd. entwickelte und 1876 mit der South Cobar Mine fusionierte. Nach der Entdeckung des reichhaltigen Kupfervorkommens entstanden weitere Bergwerke in diesem Gebiet. Dies lag auch daran, dass in 1872 der Kupferpreis enorm anstieg. 1876 wurde der Minenbetrieb eingestellt, 1882 wurde der Minenbetrieb wieder aufgenommen und 1889 wieder aufgegeben. 1905 wurde das CSA-Bergwerk wieder in Betrieb genommen. 1909 wurde die Mine erneut geschlossen und 1910 wieder eröffnet. 1919 konnte das Bergwerk an eine Eisenbahnlinie angeschlossen werden. Ein Feuer im Berg im Jahr 1920 beendete den Bergbau und den Betrieb der Schmelzhütte. Das Feuer brannte bis 1936 und bis 1962 gab es lediglich ein geringes Abbauvolumen des Erzes dieser Mine.
Die Planungen für einen erneuten Bergbau begannen 1964 als das Unternehmen Broken Hill South die Mine übernahm und neue Schächte anlegte. Offiziell wurde es 1966 eingeweiht. Neben der Kupfer-Gold-Gewinnung wurde auch Zink-Blei-Erz gefördert und zu den Schmelzhütten nach Port Kembla transportiert.
1980 übernahm die Conzinc Riotinto Australia Pty Ltd (CRA) die Broken Hill South Ltd, einschließlich der Cobar Mines Pty Ltd, dem damaligen Betreiber der CSA Mine. CRA entschied 1991 nur Kupfer zu produzieren und verkaufte es 1993 an Shamrock Mines. 1993 kaufte es die Golden Shamrock Mines Ltd (GSM) an die Ashanti Goldfields Corporation (Ashanti). Ashanti wollte es verkaufen, weil es Geldmittel für ein anderes Engagement in Ghana benötigte, dies schlug fehl und das Bergwerk wurde von 1997 bis 1998 geschlossen.
Die Glencore International AG erwarb anschließend die CSA Mine und übertrug den Betrieb an die Cobar Management Pty Ltd. Heute wird Zink, Blei, Silber und Kupfer gefördert und produziert.

## Geologie
Das Erzvorkommen befindet sich östlich im Cobar-Beckens, das im Devon vor etwa 350 Millionen Jahren in Verwerfungen des Sedimentbeckens in Zeiträumen von Jahrmillionen entstand.
Der Erzkörper der CSA Mine entstand als Hydrothermale Lösungen durch kühle Gesteine zirkulierten und Metalle und Sulfide ausfällten. Metalle wie Kupfer, Zink, Blei, Gold und Silber wurden aus tiefen Gesteinsschichten, wie Granit, gelöst und unter Druck nach oben gepresst. Diese Wässer drangen in Schwachzonen, Verwerfungen und Spalten der Gesteinsschichten ein. Diese Lösungen bewegten sich an den Gesteinen entlang, mischten sich, kühlten ab, reagierten und lagerten sich ab. Die vorhandenen Gesteine waren vor 30 Millionen Jahren als Schlamm, Ton und Sand abgelagert worden und die tiefer gelegenen Ablagerungen wurden zu Sand-, Ton- und Kalk- und Vulkangesteinen diagenetisch verpresst und gefestigt. Auch die Bewegung der Plattentektonik beeinflussten diese Prozesse.
In der CSA Mine gibt es vier geologische Mineralbildungen: QTS North, Western System, Eastern System und QTS South.
Im Gebiet von QTS North wird derzeit Erz abgebaut. Es ist ein Gebiet mit 13 großen Linsen reinen Kupfers in einer Tiefe von 600 bis 1.800 m und einer Länge von 15 bis 130 m. Das Eastern System führt Linsen in einer Tiefe von 250 m in einer Länge von 50 bis 80 m und einer Breite von 10 m. Das Western System enthält in einer Tiefe von 200 m Linsen, 45 m lang und 7 m breit. Das QTS South System liegt 700 m tief mit 200 m langen Linsen, ein weiteres Gebiet von OTS South, das 2005 entdeckt wurde, führt Linsen in einer Länge von 90 m und einer Breite von 15 m.

## Bergbau
Erz wird in der CSA Mine in Stollen von 30 m Höhe und 10 m Breite abgebaut. Das abgebaute Erz und der Abraum wird an die Oberfläche transportiert. Das Kupfererz und Abraum wird in einem 1.050 m tiefen vertikalen Schacht transportiert und in oberirdischen Speichern abgelegt und in den Anlagen zerkleinert, gemahlen und getrennt.
In den Anlagen wird das geförderte Gestein in Stücke, kleiner als 300 mm, zertrümmert und anschließend auf Partikel kleiner 0,1 mm zermahlen. Die in den Schlämmen enthaltenen Metalle werden in gefluteten Becken mit Wasser separiert. Die Schlämme werden in weiteren Tanks über verschiedene Verarbeitungsstufen getrennt und auf Filtern getrocknet.
Dieses Konzentrat wird nach Port Waratah von Newcastle transportiert und nach  Indien, China und in den Südosten Asiens verschifft.
Im August 2011 wurde ein Auftrag vergeben, den Schacht, der auf einer Teufe derzeit auf 1.050 m endet, diesen auf 1.500 m zu vertiefen und ein Transportsystem einzubauen, das die Kapazität auf 1,6 Millionen Tonnen Erz je Jahr mit einer automatisierten Förder- und Verarbeitungsanlage erweitert, die Untertage betrieben werden wird.